# 千葉商科大学の人物一覧
千葉商科大学の人物一覧（ちばしょうかだいがくのじんぶついちらん）は、千葉商科大学に関係する人物の一覧記事。

## 大学関係者

### 歴代校長・学長
巣鴨高等商業学校・巣鴨経済専門学校時代
- 初代校長： 遠藤隆吉[1]
- 第2代校長：遠藤健吉[1]
- 第3代校長：沖中恒幸[1]
- 第4代校長：下條康麿[1]
- 第5代校長：森志久馬[1]

千葉商科大学
- 初代学長： 服部文四郎（経済学者）[在任期間]：1950年3月 - 1951年3月
- 第2代学長：森志久馬（法学者）[在任期間]：1951年4月 - 1966年12月
- 第3代学長：石井頼三 （商品学者）[在任期間]：1967年1月 - 1974年5月
- 第4代学長：番場嘉一郎 （会計学者）[在任期間]：1975年4月 - 1987年3月
- 第5代学長：早川泰正 （経済学者）[在任期間]：1987年4月 - 1995年3月
- 第6代学長：加藤寛 （経済学者）[在任期間]：1995年4月 - 2007年3月
- 第7代学長：島田晴雄 （経済学者）[在任期間]：2007年4月 - 2016年9月
- 第8代学長：原科幸彦 （工学者）[在任期間]：2017年3月 - 2025年3月
- 第9代学長：宮崎緑 （国際政治学者）[在任期間]：2025年4月 -

### 教職員
- 井関利明 - 初代政策情報学部長、初代大学院政策情報学研究科委員長
- 斎藤精一郎 - 名誉教授、元会計大学院教授、NTTデータ経営研究所所長、WBS（テレビ東京）コメンテーター
- 片山さつき - 元会計大学院教授、現参議院議員、元衆議院議員
- 常見陽平 - 国際教養学部准教授、社会学者
- 宮崎緑 - 第3代政策情報学部長、初代国際教養学部長・教授、元NHKキャスター、観光施設奄美パーク園長及び田中一村美術館館長、元東京都教育委員、「元号に関する懇談会」有識者委員、現国家公安委員会委員
- 松崎信 - 会計大学院教授
- 鈴木春二 - 名誉教授、元学長代行、元副学長、元商経学部長、元教育革新センター長、元基礎教育センター長
- 三橋規宏 - 名誉教授、元政策情報学部教授、経済･環境ジャーナリスト、元日本経済新聞社論説副主幹
- ボビー・バレンタイン - 元客員教授、元千葉ロッテマリーンズ監督
- 瀬戸山隆三 - 大学院経済学研究科客員教授、元千葉ロッテマリーンズ球団社長
- 桂由美 - サービス創造学部特命教授、ファッションデザイナー、ユミカツラインターナショナル代表取締役社長
- 塚本勲 - サービス創造学部特命教授、加賀電子代表取締役会長

## 卒業者

### 政治
- 佐喜眞淳 - 沖縄県宜野湾市長、元沖縄県議会議員
- 栗山康彦 - 岡山県浅口市長、元岡山県議会議員
- 増山道保 - 元栃木県宇都宮市長、第21代全国市長会会長、元栃木県議会議員（巣鴨経済専門学校卒）
- 塚本光男 - 元茨城県取手市長
- 新村卓実 - 北海道奥尻郡奥尻町長
- 菊池敏行 - 元茨城県議会議員、第109代茨城県議会議長、元日立乳業代表取締役
- 宮本衡司 - 長野県議会議員、第95代長野県議会議長

### 行政
- 福山隆夫 – 警視庁 第76代捜査一課長、刑事部参事官、元 生安部参事官、元 組対部参事官、元 麹町署長、元 西新井署長、元 第一機動捜査隊長、元 捜査支援分析センター所長

### 経済

#### 建設業
- 内倉貢 - 元 日本乾溜工業代表取締役社長、元 取締役会長
- 鯖瀬淳也 - 新日本建設取締役常務執行役員

#### 製造業
- 井田毅 - サンヨー食品創業者（旧制巣鴨経済専門学校卒）
- 関根治 - 山崎製パン専務取締役、元 日糧製パン代表取締役会長
- 籠谷一徳 - フジッコ NEWデリカ取締役、元 代表取締役社長、元 フジッコ常務取締役
- 湯澤尚史 - ユキグニファクトリー（旧･雪国まいたけ）代表取締役社長、元 八海醸造執行役員経営企画室室長
- 青野元一 - リーガルコーポレーション代表取締役社長、リーガル販売代表取締役社長
- 江本千之 - リッチェル代表取締役社長
- 魚津彰 - YKK AP 代表取締役社長
- 中屋俊明 - 元 三和シヤッター工業代表取締役社長、元 常勤監査役、元 三和タジマ代表取締役社長、元 田島順三製作所 代表取締役社長、元 三和ホールディングス取締役、元 監査役
- 石堂金也 - 元 不二サッシ代表取締役
- 赤池龍記 - 元 エッチ・ケー・エス（HKS）代表取締役社長、元 HKS-IT Co .,Ltd.取締役社長
- 萬實房男 - 元 マルゼン専務取締役、元 マルゼン工業専務取締役、元 台湾丸善股份有限公司監察人
- 安達政実 - 元 北越工業取締役常勤監査等委員

#### 運輸業・物流業・倉庫業
- 見角要 - 立山黒部貫光代表取締役社長、立山黒部観光宣伝協議会会長
- 中野善壽 - 元 寺田倉庫代表取締役社長、元 ACAO SPA & RESORT代表取締役会長、元 代表取締役CEO、元 亜東百貨COO、元 鈴屋代表取締役専務

#### 卸売業
- 横田和彦 - スターゼン代表取締役社長、元 スターゼン広域販売代表取締役社長、元 スターゼン販売代表取締役社長
- 中島將典 - フォーバル代表取締役社長、元 フォーバルテレコム代表取締役社長
- 飯野亨 - 丸文取締役相談役、元 代表取締役社長
- 星幸男 - 星医療酸器代表取締役社長
- 中西徹志 - 元 ほくやく・竹山ホールディングス顧問、元 専務取締役、元 北日本調剤取締役会長
- 蜂谷訓平 - 元 新光商事取締役、元 監査役
- 中島博 - 元 日新商事取締役常勤監査等委員
- 倉本順一郎 - 橋本総業ホールディングス取締役常務執行役員
- 矢部和秀 – 元 堀田丸正取締役常務執行役員、元 丸正ベストパートナーグループ取締役、元 吉利取締役

#### 小売業
- 北田光男 - ベスト電器創業者（旧制巣鴨高等商業学校卒）
- 舛川洋榮 - 元 イトーヨーカ堂代表取締役副社長、元 ヨークマート代表取締役社長、元 取締役相談役、元 ヨークベニマル代表取締役会長、元 ファミール（現・セブン&アイ・フードシステムズ）代表取締役社長、元 テルベ（セブン&アイ・ホールディングス特例子会社）代表取締役社長
- 阿部信行 - 元 ミニストップ代表取締役社長、元 メガスポーツ常務取締役
- 本間正治 - マルエツ代表取締役社長、ユナイテッド・スーパーマーケット・ホールディングス代表取締役副社長、元マックスバリュ関東取締役
- 岸本圭司 - スーパーバリュー顧問、元 代表取締役執行役員社長
- 安島浩 - マルト代表取締役社長、マルトグループホールディングス代表取締役社長、全国スーパーマーケット協会常任理事、日本電信電話ユーザー協会いわき地区協会副会長、元 いわき経済同友会代表幹事
- 小林基司 - ながの東急百貨店顧問、元常務取締役、元 北長野ショッピングセンター（ながの東急ライフ）取締役
- 堀川恭進 - 元 沖縄トヨペット代表取締役社長、元 日本自動車連盟沖縄支部長、元 日本自動車販売協会連合会沖縄県支部長
- 平野和良 - 元 ベリテ代表取締役社長CEO、As-meエステール専務取締役、エステールホールディングス専務取締役、元 BLOOM代表取締役社長、サイゴンオプティカル CO.,LTD.社長、愛思徳（杭州）珠宝有限公司董事長、コンセプトアイウェアマニュファクチャーベトナム CO.,LTD.社長

#### 情報通信業
- 友利克輝 - 元 沖縄セルラー電話取締役、元 沖縄通信ネットワーク株式会社（現･OTNet株式会社）専務取締役、元沖縄銀行執行役員審査部長

#### 金融業
- 宮永芳行 - 元 常陽銀行代表取締役専務、元 常陽保険サービス（現・常陽トータルサービス）取締役会長、元 代表取締役社長
- 垣花隆夫 - 元 沖縄銀行代表取締役専務、元 沖創建設代表取締役会長、元代表取締役社長
- 林田洋二 - 元 宮崎太陽銀行代表取締役会長、元 代表取締役頭取
- 髙橋桂治 - 小松川信用金庫会長、元 理事長
- 中島久喜 - 東京三協信用金庫理事長
- 初鹿野惠太郎 – 元 足立成和信用金庫理事長、学校法人足立学園理事長
- 鈴木大仁 - 元 全国信用協同組合連合会常務理事、元 古川信用組合理事長
- 山崎徹 - ジャックス代表取締役会長、元 代表取締役社長

#### 不動産業
- 匝瑳繁夫 - 大和リビング代表取締役社長
- 髙山亮 - 東京楽天地執行役員、元 取締役

#### 宿泊業・飲食サービス業
- 河西静夫 - 元 帝国ホテル代表取締役副社長、元 帝国商事 取締役社長、元 帝国ホテルハイヤー取締役社長、元 帝国ホテル列車食堂 取締役、元 ニューフジヤホテル代表取締役会長、元 監査役、元 芝パークホテル取締役、元 熱海富士屋ホテル取締役（旧制巣鴨高等商業学校卒）
- 塚本毅 - 元 帝国ホテル専務取締役東京総支配人、元 インペリアルエンタープライズ（現・帝国ホテルエンタープライズ）取締役、元 帝国ホテルサービス取締役、元 帝国ホテルハイヤー取締役、元 インペリアル・キッチン（現・帝国ホテルキッチン）取締役
- 安藤昭 - 富士屋ホテル代表取締役社長、元花巻温泉代表取締役社長
- 石井一男 - 元 日本ビューホテル（現・ヒューリックホテルマネジメント）代表取締役社長、元 取締役会長、元 日本ビューホテル事業代表取締役社長
- 関根一志 - 常磐興産代表取締役社長
- 小林義雄 - タリーズコーヒージャパン代表取締役社長、元 伊藤園常務取締役

#### サービス業
- 新岡直樹 - 元 ヒューマンインキュベーション株式会社（現･ヒューマングローバルタレント株式会社）代表取締役、元 株式会社ダイジョブ（現･ヒューマンリソシア株式会社）代表取締役、元 Human I.K.株式会社（韓国）代表理事、元 ザ・ヒューマン株式会社（現･ヒューマンアカデミー株式会社）取締役、元 ヒューマンホールディングス株式会社執行役員

#### マスコミ・芸能・広告業
- ヤンロン - 元 KADOKAWA Global Marketing 常務取締役、元 J-GUIDE Marketing 取締役、神居秒算（GA technologiesグループ）執行役員COO
- 北村純一 - 元 明治座取締役、元 明治座舞台代表取締役社長、元 芳町会館代表取締役社長

#### 協同組合
- 三津山定 - JA静岡中央会代表理事副会長、JA静岡市代表理事組合長

### 会計
- 松崎信 - 元監査法人トーマツ代表社員、公認会計士、千葉商科大学会計大学院教授
- 渡邉宣昭 - 元あずさ監査法人代表社員、公認会計士、東天紅監査役、パイプドHD社外監査役、クオール社外監査役
- 石井幸夫 - 日本・モンゴル友好税理士協会会長、元日本税理士会連合会副会長、元千葉県税理士会会長、税理士法人瑞穂会計事務所代表社員
- 新垣隆顕 -沖縄税理士会副会長、沖縄税理士協同組合副理事長

### 研究・教育者
- 太田三郎 - 元千葉商科大学商経学部教授、千葉商科大学大学院政策研究科客員教授、同大学院商学研究科客員教授、同大学商経学部非常勤講師
- 今井重男 - 千葉商科大学副学長、千葉商科大学教育改革センター長、千葉商科大学サービス創造学部教授、学校法人千葉学園理事
- 上田亮子 - SBI大学院大学教授、京都大学客員教授、金融庁公認会計士・監査審査会委員、平田機工取締役
- 松本懿 - 元酪農学園大学環境システム学部教授、元北海道未来総合研究所所長、経営学者
- 吉田寛 - 千葉商科大学会計大学院教授、青山学院大学非常勤講師、公認会計士、大学院博士課程修了：博士（政策研究）
- 高橋洋一 - 嘉悦大学教授、内閣官房参与（経済財政政策担当）、元財務官僚、経済学者、大学院博士課程修了：博士（政策研究）
- 樋口晴彦 - 警察大学校教授、警察官僚、大学院博士課程修了：博士（政策研究）
- 碓井広義 - 上智大学教授、大学院博士課程修了：博士（政策研究）
- 橋山禮治郎 - アラバマ大学名誉教授、大学院博士課程修了：博士（政策研究）
- 横江公美 - 東洋大学教授、国際政治学者、大学院博士課程修了：博士（政策研究）
- 野﨑浩成 - 東洋大学教授、大学院博士課程修了：博士（政策研究）
- 小野塚久枝 - 元東京家政学院大学教授、大学院博士課程修了：博士（政策研究）
- 林栄夫 - 東京都立大学名誉教授（巣鴨高等商業学校卒）
- 崔基鎬 - 元中央大学校教授、元明知大学校助教授（巣鴨高等商業学校卒）

### 文学・芸術
- 田中誠一 - 太鼓奏者、サンフランシスコ太鼓道場総長、アメリカ太鼓連盟会長
- 福井晴敏（中退） - 小説家、第44回江戸川乱歩賞
- 西島克彦（中退） - アニメーター、演出家
- よつや渚 - 漫画家
- 松沢秀和 - 漫画家、イラストレーター、似顔絵師、北沢楽天顕彰会理事
- あらいけい - 演出家、俳優、放送作家
- 高平鳴海 - ライター、小説家、ゲームデザイナー
- 早坂伸 - 撮影監督
- 時光華 - 書家
- 岡本有司 - こけし工人、卯三郎こけし代表取締役

### 芸能
- 髙城靖雄 - 演歌歌手
- 臼澤みさき - 歌手
- yukihiro（中退） - L'Arc〜en〜Cielドラム
- 坂詰貴之 - 俳優、声優
- 高森玄（中退） - 俳優
- 渡部純平 - モデル、第3代ミスター・ジャパン
- 井口浩之 - お笑い芸人、ウエストランド、優勝M-1グランプリ2022

### スポーツ
- 小林正之 - 元プロ野球選手、千葉商科大学野球部元監督
- 木村茂 - 元プロ野球選手、千葉商科大学野球部コーチ
- 濱本光治 - 野球指導者、全国高等学校女子硬式野球連盟代表理事
- 小松崎大地 - 競輪選手、元プロ野球選手
- 竹谷賢二（中退） - マウンテンバイク（MTB）プロライダー、元アテネオリンピック代表選手、日本体育協会公認スポーツ指導者自転車コーチ、日本マウンテンバイク協会公認インストラクター
- 秋吉夕紀 - DHC発ボウリング娘の一人、プロボウラー
- 張ヶ谷順子 - DHC発ボウリング娘の一人、ボウリング選手
- 小田桐咲 - 武術太極拳選手
- 新畑雄飛 - ボウラー
- 市川貴大 - プロサーファー
- 木村武史 - レーシングドライバー、ルーフ社長